# Лула
 Тази статия е за предмета за тютюнопушенето.  За селото в Сардиния вижте Лула (Италия).  
Лулата е предмет, служещ за тютюнопушене.
Има две части – по-широката съдържа тютюна и се нарича „клада“, а по-тясната и дълга част служи за вдишване на дима и се нарича „мундщук“. Обикновено двете части се завиват една в друга и след това могат да се отделят, за да се даде възможност лулата да бъде почистена. Едни от най-известните пушачи на лули са Жан-Пол Сартр, Годфри Харолд Харди, Винсент Ван Гог и Марк Твен, както и литературният герой Шерлок Холмс.